# Pagewood, New South Wales
Pagewood este o suburbie în Sydney, Australia.